# Nancy Wheeler (Stranger Things)
Nancy Wheeler es un personaje ficticio del programa de televisión de Netflix Stranger Things, interpretado por la actriz estadounidense Natalia Dyer. Es la hermana de Mike Wheeler, la novia de Jonathan Byers y la exnovia de Steve Harrington. Nancy comienza a investigar la desaparición de Will Byers cuando su amiga Barbara también desaparece. Ella  investiga la desaparición de Will y Barbara, lo que la lleva a descubrir el Upside Down, una dimensión alternativa.

## Representación
En una entrevista para Cosmopolitan, Natalia Dyer revela que audicionó para el papel dos veces y primero pensó que había "bombardeado" la audición inicial.

## Biografía del personaje ficticio

### Temporada 1
Nancy es la hija mayor de Ted y Karen Wheeler. Tiene un hermano menor, Mike, y una hermana menor, Holly. Se la presenta como la mejor amiga de Barbara Holland, quien no está de acuerdo con su relación con Steve Harrington, el chico más popular de la secundaria. También se muestra que se ha distanciado un poco de su hermano y sus amigos, y desconoce los sentimientos secretos de Jonathan Byers por ella. Después de que el hermano de Jonathan, Will desaparece, Nancy le ofrece sus sentimientos, algo que la distancia de los otros amigos de Steve, quienes piensan que Jonathan es un fenómeno y probablemente sea responsable de la desaparición de Will. Nancy se involucra en la investigación después de que Barbara desaparece mientras Nancy tiene relaciones sexuales con Steve durante una reunión en su casa. Debido a su culpa por abandonar a Barbara y su motivación para averiguar qué le pasó a su amiga, Nancy se encuentra con Jonathan para hablar sobre la desaparición de Will y Barbara.
En el curso de su investigación, Jonathan y Nancy descubren accidentalmente la dimensión alternativa donde reside la criatura que se llevó a Barbara, el Demogorgon, conocida como "el Upside Down". Nancy escapa con éxito del Upside Down gracias a la ayuda de Jonathan y los dos regresan a la casa de Nancy, donde duermen en su cama para consolarse mutuamente. Esto es presenciado por Steve, quien saca el encuentro de contexto y asume que Nancy lo está engañando. En un ataque de ira, los amigos de Steve, Tommy H. y Carol, hacen un grafiti en el cine de Hawkins que avergüenza a Nancy. Nancy se enfrenta a Steve, lo que resulta en una pelea entre Jonathan y Steve, lo que lleva al arresto de Jonathan. Después de que el jefe de policía del pueblo Hopper recibe una llamada de la estación de que Jonathan ha sido arrestado, él y su madre Joyce regresan a Hawkins donde comparten la información que conocen sobre el Demogorgon. Nancy contacta con éxito a Mike, quien se escondió debido a que se hizo amigo de Once, una niña con poderes que escapó del laboratorio del pueblo y se convirtió en un objetivo de los mismos. Nancy se reúne con Mike y sus amigos en la escuela secundaria Hawkins, donde construyen un tanque de privación sensorial improvisado para que Once pueda encontrar a Will y Barbara. Once descubre que Barbara ha sido asesinada por Demogorgon, lo que lleva a Nancy a consolidar su determinación de matar al monstruo.
Nancy y Jonathan regresan a la casa de Byers para crear una distracción, para permitir que Joyce y Hopper pasen a salvo a través del Upside Down para recuperar a Will, atrayendo al Demogorgon a la casa con sangre. Steve llega con la esperanza de reconciliarse con Jonathan, pero termina convirtiéndose en testigo de la llegada del Demogorgon. Nancy y Jonathan le piden a Steve que se vaya y se salve, pero él encuentra su coraje debido a su amor por Nancy y vuelve a entrar a la casa, hiriendo con éxito al Demogorgon antes de que sea atraído de regreso a la escuela secundaria Hawkins, donde aparentemente es asesinado por Once. Nancy se reconcilia con Steve y reanuda su relación, y le regala a Jonathan una cámara nueva para Navidad. Jonathan primero duda, pero acepta el regalo de Nancy, aunque no dice la verdad sobre sus sentimientos por ella.

### Temporada 2
Un año después de los eventos de la temporada 1, Nancy y Steve han estado cenando constantemente con los padres de Barb. Ellos no saben que Barb está muerta y le cuentan que contrataron a un investigador privado para investigar su desaparición, financiando la investigación vendiendo su casa. El investigador privado, Murray Bauman, es un poco teórico de la conspiración, y se muestra acosando a Hopper para obtener información y compartir sus teorías. Nancy todavía está abrumada por el dolor por la muerte de Bárbara y comienza a mostrar signos potenciales de trastorno de estrés postraumático, creyendo que está viendo al fantasma de Bárbara siguiéndola en la biblioteca de la escuela. Mientras asistía a una fiesta de Halloween, Nancy se emborracha y comienza a regañar verbalmente a Steve cuando él intenta interrumpirla, lo que provoca una pelea entre los dos. Después de que Steve abandona la fiesta enojado, Jonathan la acompaña de regreso a casa. Al día siguiente, ambos terminan su relación cuando Steve se da cuenta de que duda sobre si realmente lo ama.
Decidida a que se revele la verdad, Nancy le confía a Jonathan y los dos organizan una reunión con la madre de Barb en el parque. En el parque, Nancy y Jonathan se ven abrumados por la sospecha de que están siendo observados y son interceptados por agentes del Laboratorio Hawkins. Graban en secreto una conversación con el Dr. Sam Owens, el nuevo director del Laboratorio quien explica que está tratando de enmendar los errores de Brenner, admitiendo su culpabilidad en la muerte de Barbara.
Nancy y Jonathan visitan a Murray en su residencia para ver si la evidencia es lo suficientemente concluyente como para llevar al cierre del Laboratorio Hawkins. Murray sugiere que diluyan la historia para hacerla más creíble para el público. También se da cuenta de que Nancy y Jonathan tienen tensión sexual, lo que sugiere que compartan su habitación de invitados, lo que los lleva a corresponder sus sentimientos esa noche.
A su regreso a Hawkins, Nancy y Jonathan encuentran la residencia Byers vacía y llena de dibujos de Will. Se dirigen al Laboratorio Hawkins donde pronto se encuentran con Steve, quien mientras tanto se ha hecho amigo de Dustin, Lucas y la recién llegada Max Mayfield. Se dirigen a la puerta principal donde se encuentran con Hopper, Joyce, Mike y un Will fuertemente sedado, que ha sido poseído por el Mind Flayer. Regresan a la casa de Byers e intentan interrogar a Will, quien ha estado señalando en código Morse para que cierren la puerta del Upside Down. Una vez que deducen el mensaje de Will, suena el teléfono de la casa de los Byers, alertando al Azotamentes sobre su ubicación. La casa se llena de Demodogs antes de que Once los incapacite. El grupo se reúne con Once y crea un plan que involucra a Hopper y Once regresando al Laboratorio Hawkins para que Once cierre la puerta, con Joyce y Jonathan yendo a la cabaña de Hopper para exorcizar a Will. Steve anima a Nancy a ir con Jonathan y promete cuidar a Mike y al resto de los niños. Con sus diferencias a un lado, Nancy acompaña a Jonathan en exorcizar a Will, reteniéndolo y exponiéndolo a numerosos calentadores. Una vez que el Mind Flayer ha salido con éxito del cuerpo de Will, el grupo le indica a Hopper que cierre la puerta.
Nancy luego asiste al funeral oficial de Bob y Barbara después de que el Laboratorio Hawkins queda expuesto y cierra. Nancy y Jonathan ayudan como voluntarios en el baile de nieve de la escuela secundaria Hawkins, donde ve que Dustin está solo y rechazado. Nancy se ofrece a bailar con Dustin y lo consuela.

### Temporada 3
En el verano de 1985, Nancy y Jonathan obtienen pasantías en The Hawkins Post bajo la supervisión de Tom Holloway. Nancy está ansiosa por impresionar a sus jefes masculinos sexistas sugiriendo ideas para historias, que generalmente resultaron en bromas y comentarios degradantes liderados principalmente por su compañero Bruce, dejando a Nancy humillada. Una noche, mientras Nancy trabaja hasta tarde, responde una llamada Doris Driscoll, una señora de edad mayor que le habla sobre ratas que están comiendo su fertilizante. Asumiendo la apariencia de reporteros, Nancy y Jonathan entrevistan a la Sra. Driscoll en su casa, donde son testigos de una rata rabiosa que ha capturado. Los colegas de Nancy rechazan la historia llamando a Driscoll una "loca", lo que lleva a Nancy a regresar a la casa, solo para descubrir a la Sra. Driscoll, comiendo descontroladamente fertilizante y gritando que ella "tiene que volver", sin saber que se ha infectada con el Desollamentes recién resucitado
Mientras tanto, al poseer a Billy Hargrove y a la hija de Tom, Heather, el Azotamentes posee a Tom y al resto del personal del Hawkins Post, y los obliga a despedir a Nancy y Jonathan para evitar que sepan la verdad. Aún sin inmutarse y a pesar de una discusión con Jonathan, Nancy, persuadida por su madre, aún decide continuar con la historia. Visita a la Sra. Driscoll en el hospital solo para presenciar a Driscoll poseída por el Desollamentes al notar síntomas similares a los de la posesión de Will. Nancy llama a Jonathan y le pide reunirse con Will. Mientras discuten esta información, Nancy, Jonathan, Will, Mike, Once, Lucas y Max regresan al hospital, solo para que Nancy y Jonathan descubran que la Sra. Driscoll no está y son interceptados por el desollado Tom y Bruce. Estalla una pelea, con Jonathan matando a Tom mientras Nancy mata a Bruce, antes de que los dos anfitriones desollados se fusionen para formar un monstruo. El monstruo es herido por Once antes de retirarse a las alcantarillas.
El grupo se refugia en la cabaña de Hopper, pero el Azotamentes logra localizarlos y hiere a Once. El grupo se dirige a Starcourt Mall para reagruparse con Dustin, Steve, su compañera de trabajo, Robin Buckley, y la hermana de Lucas, Erica. Mientras están allí, llegan Hopper, Joyce y Murray, quienes revelan que saben cómo cerrar la nueva abertura al Upside Down construido por un destacamento soviético debajo del Starcourt Mall. El Azotamentes llega al centro comercial y Nancy, Jonathan, Will, Lucas, Steve y Robin lo rechazan con fuegos artificiales, mientras Billy intenta infectar a Once. Once se acerca a Billy, quien se sacrifica por el Azotamentes para salvar a Once, lo que resulta en su muerte. Joyce finalmente cierra la puerta, aunque aparentemente a costa de la vida de Hopper. Después de la "muerte" de Hopper, Joyce acoge a Once y ella, Will y Jonathan venden su casa y se mudan. Nancy y Jonathan comparten un apasionado y emotivo beso de despedida mientras ella observa a su hermano, Dustin, Lucas y Max mientras se van de Hawkins.

### Temporada 4
En la primavera de 1986, Nancy se está preparando para la universidad y trabaja para el periódico de la escuela junto con su amigo Fred Benson, mientras que Jonathan vive en California con Joyce, Will y Once, temeroso de decirle a Nancy que se comprometió con un colegio comunitario local para estar cerca de su familia. Después de que la porrista Chrissy Cunningham es encontrada brutalmente asesinada dentro del tráiler del estudiante Eddie Munson, Nancy y Fred van al parque de tráileres para investigar; Nancy entrevista al tío de Eddie, Wayne, quien culpa del asesinato de Chrissy a Víctor Creel, un hombre que fue internado en una institución psiquiátrica luego de supuestamente matar a su familia en la década de 1950. Fred, mientras tanto, es poseído y asesinado de la misma manera que Chrissy. Tras su muerte, Nancy une fuerzas con Dustin, Max, Steve y Robin quienes están protegiendo a Eddie e investigando al verdadero asesino, que creen es una entidad demoníaca que la pandilla luego llama "Vecna".
Nancy y Robin se abren camino para obtener una entrevista con Creel en el manicomio de Pennhurst; sostiene que su familia fue asesinada por un demonio, que creen que es Vecna. Max pronto es poseído por Vecna; Nancy y Robin recuerdan que el propio Creel no estaba poseído durante la muerte de su familia, tal vez porque sonaba música en el estéreo, y se lo cuentan a Dustin, Lucas y Steve, quienes ayudan a Max a escapar con éxito del control de Vecna tocando su canción favorita en sus auriculares. 
Max cuenta haber viajado a un altar infernal dentro de la mente de Vecna, que ella ilustra para el grupo. Nancy reconoce por los dibujos que la guarida de Vecna se compone de fragmentos separados de la residencia de Creel, lo que lleva al grupo a investigar la casa ahora abandonada. En el interior, se encuentran con luces parpadeantes que rastrean los movimientos de Vecna en el Upside Down. Las luces de repente comienzan a estallar, lo que corresponde al asesinato del jugador de baloncesto Patrick McKinney por parte de Vecna.
Después de que Dustin nota que su brújula funciona mal, la pandilla se da cuenta de que debe haber una nueva puerta al Upside Down cerca y la rastrean hasta el Lago Lover. Steve se sumerge para investigar, pero un zarcillo lo arrastra hacia el Upside Down. Nancy, Robin y Eddie se lanzan tras él y lo salvan de un enjambre de criaturas parecidas a murciélagos. El grupo supone que Vecna generó una puerta en el lugar de cada asesinato y, de hecho, localiza otra puerta dentro del tráiler de Eddie donde murió Chrissy. Robin y Eddie escapan del Upside Down mientras Nancy es poseída por Vecna. Se le muestran destellos de su pasado que revelan que él es Henry Creel, el hijo de Víctor que mató a su madre y a su hermana usando sus poderes telepáticos, y luego fue puesto al cuidado del Dr. Brenner, quien intentó replicar sus poderes en otros niños (incluyendo Once). Vecna luego le muestra a Nancy una visión del futuro, donde Hawkins es desgarrado por grietas, antes de liberarla.
Nancy, traumatizada, transmite la visión de Vecna al resto del grupo, que decide matar a Vecna esa noche. Max se ofrece como voluntaria para atraer a Vecna para que la posea de nuevo, para que los demás puedan matarlo mientras él está distraído. Ella, Lucas y Erica van a la casa de Creel para convocar a Vecna, mientras que Nancy va con Steve y Robin a la contraparte del Upside Down de la casa para matarlo. Mientras viaja por el Upside Down, Steve le admite a Nancy que todavía siente algo por ella. El grupo encuentra a Vecna dentro de la casa de Creel y lo prenden fuego usando cócteles Molotov mientras Nancy le dispara con una escopeta recortada, aparentemente matándolo. Sin embargo, Vecna había logrado matar brevemente a Max antes de ser dominado, lo que permitió que las cuatro puertas se abrieran y atravesaran a Hawkins.
Dos días después, la ciudad se recupera de un "terremoto", mientras que Max está en coma, habiendo sido revivida por Once. Todos se reúnen en Hawkins; Nancy y Jonathan deciden no hablar de los problemas de su relación. Will siente que Vecna todavía está vivo, y el grupo nota que el Upside Down comienza a infiltrarse en la ciudad.

## Recepción
La interpretación de Nancy de Natalia Dyer ha recibido una acogida crítica muy positiva. La transición de Nancy de una adolescente común y corriente a una joven valiente y decidida fue un arco de carácter al que muchos fanáticos y críticos respondieron positivamente. 
Muchos vieron la historia de Nancy en la temporada 3 como la visión de los hermanos Duffer sobre el sexismo y el acoso sexual en el lugar de trabajo , y cómo Nancy superó la humillación. Esta historia fue vista como un ejemplo positivo de cómo abordar los problemas sociales contemporáneos en la ficción, pero algunos consideraron que la resolución de esta historia era bastante decepcionante. 
La relación de Nancy con Jonathan Byers también ha sido vista por los fanáticos y críticos como un punto fuerte de la serie, y su progresión hacia una pareja romántica fue considerada bien merecida. Los críticos y fanáticos también han notado lo bien que trabajan juntos y la química entre Dyer y Charlie Heaton , quienes comenzaron a salir en la vida real entre la producción de las temporadas 1 y 2. 
Nancy también ha sido vista como el comentario de los hermanos Duffer sobre las últimas chicas en franquicias de terror de la década de 1980. En particular, Nancy ha sido comparada principalmente con Nancy Thompson de Pesadilla en Elm Street, el homónimo del personaje. 
Nancy, junto con Steve Harrington y Demogorgon, aparecieron como personajes jugables en el videojuego de terror multijugador Dead by Daylight desde 2019 hasta 2021, cuando fueron eliminados después de que no se renovó la licencia de Stranger Things del juego; sin embargo, todavía están disponibles para que los elijan los jugadores que ya la compraron antes de que expirara la licencia. 